# SP ContaPlus
Sage 50cloud/ContaPlus es uno de los programas de software de gestión más usado en España, con más de 600.000 licencias. La primera versión fue desarrollada a finales de 1985 por el Grupo SP (conocido desde el 2003 como Sage SP y ahora integrado dentro de la división de Pymes y Autónomos de Sage España - The Sage Group). En 1990, cuando se concretaba el texto de ley que reformaría el Plan General de Contabilidad de 1973, tuvo una gran acogida en el mercado español gracias a una buena política de distribución, y a su relación calidad/precio[cita requerida].
Actualmente se venden 4 paquetes del programa:
- Conta (línea Básica)
- ContaPlus (línea Profesional)
- ContaPlus (línea Élite)
- ContaPlus (línea Evolución, -abandonada-) disponible desde el 1 de julio de 2008

Como novedad, en 2012 existe una línea básica muy económica.